# Drama y luz
Drama y luz è l'ottavo album del gruppo musicale messicano Maná, pubblicato il 15 aprile 2011, dopo circa tre anni dal precedente Arde el cielo.
Il lavoro ha debuttato al quinto posto della classifica Billboard 200, vendendo 47 000 copie nella prima settimana.

## Tracce
CD (Warner 2564678979 (Warner) / EAN 0825646789795)
1. Lluvia al corazón – 4:08 (Fher Olvera, Sergio Vallín)
2. Amor clandestino – 4:51 (Fher Olvera)
3. Mi reina del dolor – 4:06 (Fher Olvera, Sergio Vallín)
4. El espejo – 5:22 (Fher Olvera)
5. Sor Marìa – 5:03 (Fher Olvera, Sergio Vallín)
6. Vuela libre paloma – 5:25 (Fher Olvera)
7. No te rindas – 5:03 (Fher Olvera)
8. Latinoamérica – 5:31 (Alex González)
9. El dragón – 4:47 (Fher Olvera, Sergio Vallín)
10. El verdadero amor perdona – 4:41 (Fher Olvera)
11. Evenéname – 3:37 (Fher Olvera, Alex González)
12. No te rindas – 4:12 (Fher Olvera) – (Versione alternativa)

Durata totale: 56:46
I Tunes deluxe Version
1. Mi Corazón No Sabe Olvidar (Bonus Track) – 4:46 (Fher Olvera)
2. Contra Todo (Bonus Track) – 3:48 (Fher Olvera)

## Classifiche
| Classifica (2011) | Posizione raggiunta |
| ----------------- | ------------------- |
| Messico           | 1                   |
| Spagna            | 1                   |
| Svizzera          | 3                   |
| Stati Uniti       | 5                   |